# Aponogeton afroviolaceus
Aponogeton afroviolaceus là một loài thực vật có hoa trong họ Aponogetonaceae. Loài này được Lye mô tả khoa học đầu tiên năm 1976.